# Суворов, Игорь Георгиевич (банкир)
Игорь Георгиевич Суворов (род. 1948) — советский и российский финансист и банкир.

## Биография
Родился 25 февраля 1948 года в Москве. Брат Михаил (род. 1957) тоже стал финансистом.
В 1966—1967 годах работал лаборантом Научно-исследовательского института полупроводникового приборостроения в Москве.
В 1972 году окончил факультет Международных экономических отношений Московского финансового института (ныне Финансовый университет при Правительстве Российской Федерации) по специальности международные экономические отношения.
С 1972 по 1980 год работал в должности экономиста, консультанта, главного эксперта и заместителя начальника отдела главного валютно-экономического управления правления Госбанка СССР, где курировал вопросы взаимодействия с международными финансовыми институтами и надзора за советскими банками за границей. С 1980 по 1986 год был заместителем управляющего Сингапурским отделением Московского народного банка (Моснарбанк), руководил организацией кредитной работы отделения и развитием его клиентской сети. С 1987 по 1991 год — заместитель начальника управления, начальник управления советских банковских учреждений за границей Внешторгбанка СССР и Внешэкономбанка СССР. Координировал деятельность дочерних банков в Англии, Франции, Германии, Австрии, Швейцарии, Люксембурге, Сингапуре, на Кипре. Одновременно являлся членом наблюдательного совета Московского народного банка.
С 1991 по 1997 год Игорь Суворов работал управляющим директором Сингапурского отделения Московского народного банка и руководил работой по развитию бизнеса банка и его интеграцией в обслуживание новых торговых потоков между Россией и Юго-Восточной Азией. С 1997 по 2005 год был председателем — главным исполнительным директором Моснарбанка. С 2005 по 2009 год — председатель — главный исполнительный директор «ВТБ Банк Европа» (так стал называться Московский народный банк в Лондоне).
С апреля 2009 по январь 2021 года И. Г. Суворов — президент Межгосударственного банка.
Член комитета по вопросам экономической интеграции и внешнеэкономической деятельности Торгово-промышленной палаты Российской Федерации. Участник Учредительного заседания первого Евразийского экономического конгресса.
Был награждён Почетным знаком «Лидер бизнеса СНГ» (2012), медалями «20 лет СНГ» и «25 лет СНГ».